# Karel Kaers
Karel Kaers (ur. 3 czerwca 1914 w Vosselaar, zm. 20 grudnia 1972 w Antwerpii) – belgijski kolarz szosowy i torowy, złoty medalista szosowych mistrzostw świata.

## Kariera
Największy sukces w karierze Karel Kaers osiągnął w 1934 roku, kiedy zdobył złoty medal w wyścigu ze startu wspólnego podczas szosowych mistrzostw świata w Lipsku. W zawodach tych wyprzedził bezpośrednio Włocha Learco Guerrę oraz Belga Gustave’a Danneelsa. Był to jednak jedyny medal wywalczony przez niego na międzynarodowej imprezie tej rangi. Ponadto wygrał między innymi Grote 1-MeiPrijs w latach 1935 i 1937, w 1937 wygrał też Nationale Sluitingsprijs, a dwa lata później był najlepszy w Ronde van Vlaanderen. Zdobywał także medale mistrzostw Belgii, zarówno na szosie, jak i na torze. Nigdy nie wystąpił na igrzyskach olimpijskich. Jako zawodowiec startował w latach 1933-1948.

## Ważniejsze zwycięstwa
- 1934 – mistrzostwo świata ze startu wspólnego
- 1937 – mistrzostwo Belgii
- 1939 – Ronde van Vlaanderen